# Nikolaus von Schönberg
Nikolaus von Schönberg (né à Meissen en Saxe, le  11 août 1472  et mort à Rome le 7 septembre 1537) est un cardinal allemand du XVIe siècle. Il est membre de l'ordre des dominicains.

## Repères biographiques
Nikolaus von Schönberg est prieur des couvents dominicains à Lucques, Sienne et Florence, socius de son ordre à Rome et provincial de la Terre Sainte. Il travaille pour le maître de l'Ordre Thomas de Vio, dit Cajétan, le futur cardinal, comme procurateur général en  1508-1515. À partir de  1510 il est aussi professeur à l'université La Sapienza à Rome et à partir de  1512,  vicaire de la province allemande. Il participe au Ve concile du Latran en 1515.
En 1520, il est élu archevêque de Capoue, puis, en 1524, est nommé nonce auprès des princes chrétiens. Il voyage dans toute l'Europe pour le pape. Il est gouverneur de Florence et abbé  commendatario de S. Salvatore de Colle et de S. Donato de Sexto Calendas à Pavie. 
Le pape Paul III le crée cardinal lors du consistoire du 21 mai 1535. Il résigne au gouvernement de son archidiocèse en 1536. Nikolaus de Schönberg demande une forte condamnation publique d'Henri VIII d'Angleterre, mais il n'est pas suivi.